# Station Oermingen
Station Oermingen is een spoorwegstation in de Franse gemeente Oermingen.

## Treindienst
| Serie           | Treinsoort | Route                                                                       | Bijzonderheden         |
| --------------- | ---------- | --------------------------------------------------------------------------- | ---------------------- |
| TER 86300 RE 19 | TER (SNCF) | Strasbourg-Ville – Mommenheim – Oermingen – Sarreguemines – Saarbrücken Hbf | Rijdt eenmaal per dag. |
| TER 830900      | TER (SNCF) | Strasbourg-Ville – Oermingen – Kalhausen – Sarreguemines                    |                        |